# アジアン
アジアンは、かつて吉本興業で活動していた日本のお笑いコンビ。2002年に結成し、2021年6月に解散。『M-1グランプリ2005』ファイナリスト、『女芸人No.1決定戦 THE W 2017』第3位。

## メンバー
馬場園 梓（ばばぞの あづさ、1981年3月1日 - ）（44歳）
ボケ・ネタ作り担当、立ち位置は向かって左。大阪府堺市南区出身。
身長155cm、体重73kg、スリーサイズは104-90-100cm、血液型B型。
通称「馬場ちゃん」または「馬場園ちゃん」。小さい頃は名字と太っている風貌から「うんこまんじゅう」と呼ばれていた（本人談。馬場（ババ）が関西弁で大便の意味であるため）。「サモ・ハン・キンポー」「ジャイアント馬場園」とも言われていた。
お笑い界に入ったのは「大勢の男芸人の中で頑張っている女芸人が恰好良く見えた」ことが理由の1つだったという。
ザ・グレート・カブキをきっかけにプロレス、格闘技ファンになる。
チャンカワイ（Wエンジン）と交際していたが、破局。
よしもとべっぴんランキングで3年連続1位となり、殿堂入りとなった。

隅田 美保（すみだ みほ、1975年11月29日 - ）（49歳）
ツッコミ担当、立ち位置は向かって右。兵庫県伊丹市出身。
身長167cm、体重48kg、血液型AB型。通称「隅ちゃん」。
舞台衣装はスーツにコサージュを付けたものが定番。
相当ズボラな性格らしく、部屋を全然片づけない。元相方・馬場園曰く冷蔵庫に飲みかけの茶が10本以上あるらしい。
大の宝塚ファン。大好きなタカラジェンヌに会いたいがために宝塚大劇場周辺のタカラジェンヌ行きつけの店で7年アルバイトをした。その店の店長の提案によりアジアンというコンビ名が付けられた。

## 経歴
NSC大阪校20期出身。コンビ名の由来は、2人ともアジアの雑貨が好きという理由から。キャッチフレーズは「骨肉の口争い」。
『M-1グランプリ』には2002年大会から2010年大会まで出場し、2005年12月開催の『M-1グランプリ 2005』で決勝戦進出。『M-1』史上初となる女性同士のファイナリストとなった。同年12月から馬場園がヘルニアで休養するも、『M-1グランプリ』には入院を延期して参加した。審査員の中田カウスは入院延期の件を本番前に聞いていたようで、得点発表後に「（ハンデとして）2点余分にあげておきました」とコメントしている。馬場園は2006年1月の『ABCお笑いグランプリ』で復帰するが、医者からはこれ以上体重を増やさないようにと注意されたという。
baseよしもとで活動していたが、2008年4月を以てbaseよしもとを卒業し、活動の拠点をうめだ花月に移した。2010年1月より東京進出。
2015年から2年ほど隅田が活動休止。馬場園は同年の『R-1ぐらんぷり』に「アジアン馬場園」名義で出場し、決勝に進出。
2017年に『女芸人No.1決定戦 THE W』(日本テレビ)で決勝進出。コンビとしては2年8か月ぶりとなるテレビ出演となった。
2021年6月3日、コンビ解散を発表。解散後、隅田は女優として活動し、馬場園はピン芸人として活動。

## 芸風
主に漫才。登場時に馬場園がスタンドマイクを下げ、2人で「どうもアジアンです、よろしくお願いしまーす」と挨拶をした後、隅田が「かわい子ちゃんが来ったよ〜!!」と叫ぶのがお約束となっている（その後、馬場園が「まんまるちゃんが来ったよ〜」と隅田の前に出て言うバージョンや、馬場園が腰に手を当てたポーズで隅田の前に無言で、笑顔で割り込むバージョンがある）。

## 隅田のブスいじりと活動休止について
隅田は「スタイルはとても良いが顔が残念」などとブサイクキャラとしていじられるネタが多い。2012年の「よしもとべっぴん・ぶちゃいくランキング」では、馬場園が2年連続でべっぴんランキング1位になった一方で、隅田は3年連続でぶちゃいくランキング1位となり、殿堂入りとなった。
アジアンは2021年の解散以前にも1度解散しており、隅田がブサイクであることをネタとして漫才に取り入れようと馬場園が主張したが、隅田が自分のことをブサイクだと認めず激昂したことが原因だという。その後、隅田が「舞台以外でブサイクと言わなければコンビを組んでいい」としたため、馬場園はカメラに映っていない所で隅田の前ではブサイクとは言わないようにしている。隅田は「私は仕事でブスをしている、いわゆる“ビジネスブス”」と主張している。
2015年7月に公開された『FLASH』(光文社)の記事によれば、隅田は同年3月21日に自身のレギュラー番組『花咲かタイムズ』(CBCテレビ)で、婚活のためにテレビに出ないことを宣言し、3ヶ月ほどテレビや舞台に出演していなかったという。同誌の隅田へのインタビューによると、活動を休止していた理由について、「真面目に婚活したかった」、「ふだんから『ブス、ブス』と言われるのがホンマに嫌」、「みんなにいじられるせいで、婚期を逃している」、「断れない一部の仕事以外は、お休みしてました」、「もうテレビは出ない」、「テレビも、ネタ番組なら出るかもしれません」などと答えていた。
また、同年の『R-1ぐらんぷり』に馬場園が出場した理由として「隅田さんが今年は婚活に集中したいって言っていて、彼氏も出来たことないから焦ってはって。私も1人で頑張らないと食いっぱぐれるし、私が頑張ったら隅田さんも婚活に集中できる」と述べていた。
2017年5月には、ブスいじりが嫌でテレビを休んでいる、ブスと言われるのがつらくて芸人を辞めたと思われていることについて、ブログに「ええ加減にしてほしいわ!」、「誰が、そんな理由で休んでねん! 辞めてもないわ!」、「ブスいじりが嫌なんじゃなくて、ブスいじりのせいで結婚ができひんのが嫌なだけ!」、「ブスいじりが婚活に邪魔なだけ!」と投稿した。
2018年1月に『踊る!さんま御殿!!』(日本テレビ)に隅田が出演し、約3年ぶりにバラエティー番組に復帰。ブスイジりや婚活について明石家さんまに聞かれると、「ブスキャラが嫌で恋愛したかったから休んでた」、「ブスが嫌で落ち込んでいて辞めたとか、それだけは違うよっていうのが今日は言いに来ました」などと答えた。
2018年8月にコンビで出演した『ダウンタウンなう』(フジテレビ系)では、2015年から2年ほど隅田が活動休止していた理由について、酒や遅刻が原因で劇場の出番を飛ばし続けたため、劇場から出入り禁止になったからであると馬場園が告白した。これを問題としたマネージャーが「婚活を理由に休みましょう」と提案したことが活動休止の真相だったという。なお、婚活そのものは実際に活動休止中に行っていた。
コンビ解散後の2023年3月に女優として隅田が出演した『踊る!さんま御殿!!』では、明石家さんまが「昔は『ブスいじり、お願いします』って言われたのに、今日は『顔のことは…』って言って去っていった」と話し、隅田はそれを否定した上で「ブスいじりが嫌で女優に転身したと思われてると思うけど、アレはぶっちゃけ、パフォーマンス。もっと言えば、お芝居」と話した。番組放送後に隅田はInstagramで「さんまさんにブス弄りNGは言ってないよ」、「イジってください!って言ったらまさかのオープニングあの発言で」、「さんま師匠の愛を感じました」と投稿した。
2024年8月に公開された『CHANTO』(主婦と生活社)の隅田へのインタビューによると、「ブス、ブサイク」とイジられるのが嫌でお笑い芸人およびアジアンをやめたわけではないと話している。容姿で笑いをとることについては、「否定しませんし、それはそれでおもしろい文化だと思いますが、時代が変わってきましたよね」と話している。

## 出囃子
- 渚ようこ「木遣りくずし」

## 賞レース成績・受賞歴など

### M-1グランプリ
2017年大会まで出場可能だったが、2010年大会を最後に出場していない。
| 年     | 結果       | エントリーNo. | 決勝戦キャッチコピー |
| ------ | ---------- | ------------- | -------------------- |
| 2002年 | 準決勝敗退 | 570           |                      |
| 2003年 | 3回戦敗退  | 468           |                      |
| 2004年 | 準決勝敗退 | 112           |                      |
| 2005年 | 決勝8位    | 3319          | 肉と骨のハーモニー   |
| 2006年 | 準決勝敗退 |               |                      |
| 2007年 | 準決勝敗退 |               |                      |
| 2008年 | 準決勝敗退 |               |                      |
| 2009年 | 準決勝敗退 |               |                      |
| 2010年 | 3回戦敗退  |               |                      |

### その他
- 2004年 第25回ABCお笑い新人グランプリ 新人賞
- 2005年 第26回ABCお笑い新人グランプリ 最優秀新人賞
- 2006年 第36回NHK上方漫才コンテスト 優秀賞
- 2006年 第41回上方漫才大賞 新人賞
- 2006年 平成18年度NHK新人演芸大賞 演芸部門 本選進出
- 2007年 第37回NHK上方漫才コンテスト 優秀賞
- 2007年 第5回MBS新世代漫才アワード 優勝
- 2007年 平成19年度NHK新人演芸大賞 演芸部門 本選進出
- 2007年 笑いの超新星 新人賞
- 2008年 第38回NHK上方漫才コンテスト 優秀賞
- 2015年 R-1ぐらんぷり2015 決勝敗退（馬場園）
- 2017年 女芸人No.1決定戦 THE W 2017 決勝3位

## 出演経歴

### 現在のレギュラー番組
- 中川家&コント（BSフジ、2019年1月 - ）レギュラー（馬場園のみ）

### 過去の出演テレビ番組
- なるトモ!（読売テレビ）水曜日
- マルコポロリ（関西テレビ）準レギュラー
- ウキキDEナイト（読売テレビ）木、土、日曜日
- 明石家さんちゃんねる（TBSテレビ）不定期
- 20マウス（TBSテレビ、2011年4月 - 9月）MC
- たかじん胸いっぱい（関西テレビ）準レギュラー
- アジアンの新違和感バラエティー（毎日放送、2008年4月18日）
- なまみつ（毎日放送、2008年4月 - 9月）レギュラー
- 美女裁判〜恋愛裁判員制度〜（朝日放送、2008年11月 -2009年 9月）レギュラー
- モアプラス（日本テレビ、2010年10月16日 - 2010年12月25日）
- DON!（日本テレビ、2010年10月 - 2011年3月）木曜日「美魔女ハンター」準レギュラー
- MADE IN BS JAPAN（BSジャパン、2010年10月 - 2011年3月）火曜日
- 全快はつらつコメディ お笑いドクター24時!!（朝日放送、2010年4月4日 - 2011年4月3日）レギュラー
- PON!（日本テレビ、2010年10月 - 2012年3月）火曜日レギュラー
- 大!天才てれびくん（NHK Eテレ、2012年4月〜2013年2月）コーナーレギュラー（馬場園のみ）
- 天真爛漫☆セキララ子〜恋敗女子のための幸せ応援バラエティ〜（朝日放送、2013年1月12日 - 3月30日）レギュラー（馬場園のみ）
- にじいろジーン（関西テレビ、2012年3月31日 - ）※不定期出演
- 高田純次のアジアぷらぷら（TwellV、2012年10月7日 - 2015年10月4日）
- シルシルミシルさんデー（テレビ朝日）※不定期出演（馬場園のみ）
- テラスハウス（フジテレビ、2013年4月12日 - 2014年9月29日）レギュラー（馬場園のみ）
- 雨上がりのやまとナゼ?しこ（朝日放送、2011年11月4日 - 2015年12月）隔週
- なら婚（日本テレビ、2013年10月3日 - 2016年3月）ナレーション（隅田のみ）
- 田丸麻紀のコーヒー、淹れたよ。（ファミリー劇場、2017年10月1日 - 2018年3月4日）レギュラー（馬場園のみ）
- 雨上がりのフォトぶら♪→フォトぶら（関西テレビ、2018年4月7日 - 2020年3月28日）レギュラー（馬場園のみ）
- ミント!（毎日放送、2019年4月 - 2020年3月）木曜日レギュラー
- なるほどプレゼンター!花咲かタイムズ（CBCテレビ、2008年4月5日 - 2020年3月21日）隔週（馬場園のみ、以前は隅田もレギュラー出演）
- テラスハウスTOKYO 2019-2020（フジテレビ、2019年5月14日 - 2020年5月19日）レギュラー（馬場園のみ）
- ワシんとこ・ポスト（BSよしもと、2022年3月 - 2023年6月）火曜コメンテーター（馬場園のみ）

### 過去の出演ラジオ番組
- baseよしもとガンラジ（ラジオ大阪）水曜日
- オンスト（YES-fm）
- よしもとオンライン大阪 よしもと○○同好会（毎日放送）火曜日

### テレビドラマ
馬場園のみ出演
- てっぱん 番外編〜イブ・ラブ・ライブ（2011年12月24日、NHK総合） - 鈴木鈴江 役
- 連続テレビ小説 ごちそうさん（2013年、NHK総合） - 染丸 役
- 金曜プレステージ「事件屋稼業2」（2014年1月31日、フジテレビ） - 女将 役
- フジテレビヤングシナリオ大賞「隣のレジの梅木さん」（2014年12月21日、フジテレビ） - 主演・梅木響子 役
- 恋仲（2015年7月20日 - 9月14日、フジテレビ） - 高梨恵里香 役[23]
- 永久就職試験（2015年10月 - 11月、日本テレビ） - 桜井未羽 役
- 山形発地域ドラマ「私の青おに」（2015年11月18日、NHK BSプレミアム） - 内田琴美 役
- このミステリーがすごい! ベストセラー作家からの挑戦状「リケジョ探偵の謎解きラボ」（2015年11月30日、TBS） - 馬場綾子 役
- わたしを離さないで（2016年1月15日 - 3月18日、TBSテレビ） - 珠世 役
- グッドパートナー 無敵の弁護士（2016年4月21日 - 6月16日、テレビ朝日） - 城ノ内麻里 役[24]
- 大阪環状線 ひと駅ごとの愛物語 - Part2 - 第8話（2017年3月8日、関西テレビ） - 川尻まる美 役
- この世にたやすい仕事はない（2017年4月6日 - 5月25日、NHK BSプレミアム） - 江里口麻理 役
- 99.9-刑事専門弁護士-（TBSテレビ）- 中塚美麗 役
  - SEASON II（2018年1月14日 - 3月18日）
  - 完全新作SP新たな出会い篇～映画公開前夜祭～（2021年12月29日）[25]
- ハケンの品格 第2シーズン（2020年、日本テレビ） ‐ 麦田一恵 役
- 恋する母たち 第1話（2020年10月23日、TBS） ‐ 園部よし子 役
- 警視庁ゼロ係 SEASON5 第8話 (2021年6月18日、テレビ東京)  -  高山亮子 役
- 土方のスマホ（2021年9月27日 - 10月13日、NHK総合） - のぶ 役
- 孤独のグルメ Season10 第10話（2022年12月10日、テレビ東京） - 幸代ママ 役
- 夕暮れに、手をつなぐ 第5話（2023年2月14日、TBS） - 真子 役[26]
- たとえあなたを忘れても（2023年10月22日 - 、朝日放送テレビ・テレビ朝日） - 野田好子 役[27]
- ビリオン×スクール 第1話（2024年7月5日、フジテレビ） - 大家 役
- 花のれん（2025年3月8日、テレビ朝日） - お梅 役[28]

隅田のみ出演
- 夜ドラ「あなたのブツが、ここに」（2022年8月22日 - 9月29日、NHK総合） - 関根 役
- 姪のメイ（2023年9月8日 - 10月13日、テレビ東京） - 仲田 役

### 映画
- ガキンチョ★ROCK（2003年）玉手ゴロー(徳井義実（チュートリアル）)の追っかけ 役
- 日常〜恋の声〜（2007年）
- NMB48 げいにん!THE MOVIE お笑い青春ガールズ!（2013年）

馬場園のみ出演
- 海月姫（2014年12月27日） - 千絵子 役
- テラスハウス クロージング・ドア 禁断の副音声版（2015年）[29]
- 99.9-刑事専門弁護士-THE MOVIE（2021年12月30日、松竹） - 中塚美麗 役[30]
- バジーノイズ（2024年5月3日公開予定、ギャガ） - スナックのママ 役[31]
- Broken Rage（2025年配信予定、Amazon Prime Video）[32]

隅田のみ出演
- 日本統一外伝 山崎一門7～小さな恋のヤマザキ～ 喫茶店、泥人形のママ(2023)

### 配信ドラマ
馬場園のみ出演
- 恋に落ちたおひとりさま～スタンダールの恋愛論～（2022年3月18日配信、全10話、Amazon Prime）- 斎藤悦子 役[33]
- 塩介と甘実-蕎麦ができるまで探偵- 第6話（2022年9月16日、Paravi）- 國枝律奈 役

### 舞台
隅田のみ出演
- 吉本百年物語「舶来上等、どうでっか?」（2012年6月12日 - 7月1日、なんばグランド花月） - お黒 役
- 逆転裁判 〜逆転のスポットライト〜（2014年4月9日 - 13日、草月ホール） - ミヤコ蛾々 役
- 八王子ゾンビーズ（2018年8月5日 - 8月19日、TBS赤坂ACTシアター）[34]- 海（まりん） 役
- イキヌクキセキ〜十年目の願い〜（2021年7月2日 - 11日、KAAT神奈川芸術劇場） - 高田早百合 役
- 御手洗さん（2021年9月29日 - 10月3日、俳優座劇場） - クソ大家 他6役
- ミュージカル「浜村渚の計算ノート」（2023年8月26日 - 9月18日〈予定〉、サンシャイン劇場他） - 穴杉ヨシコ 役

馬場園のみ出演
- ミュージカル「SUNNY」（2023年6・7月、東京建物 Brillia HALL・7月 梅田芸術劇場シアター・ドラマシティ）

### CM
- 佳松苑グループ
- 任天堂「ラストストーリー」 - 馬場園のみ

### DVD
- ビバリーヒルズ晴天白書（2008年1月23日）

## 単独ライブ
- 2004年
  - 01月28日 - 「アジアン行進曲」（baseよしもと/大阪）
- 2005年
  - 02月28日 - 「骨肉ラプソディ」（baseよしもと/大阪）
- 2006年
  - 03月18日 - 「コサージュと丸顔」（baseよしもと/大阪）
  - 11月04日 - 「アジ漫II」（baseよしもと/大阪）
  - 11月14日 - 「すみだの話し咲く頃」（baseよしもと/大阪）トークライブ、隅田のみ
- 2007年
  - 02月21日 - 「豆姉の着こなし華やか!」（baseよしもと/大阪）
  - 07月04日 - 「話の腰は折りません」（baseよしもと/大阪）馬場園と友近の共演
- 2008年
  - 04月03日 - 「女がしゃべりで、どこが悪いねん!」（baseよしもと/大阪）トークライブ、青空との共演
  - 04月04日 - 「豚二匹を瘦せが喰う物語」（baseよしもと/大阪）トークライブ、とろサーモンとの共演
  - 06月11日 - 「やったろう漫才!」（うめだ花月/大阪）
- 2009年
  - 03月28日 - 「京橋花月で単独ライブ　二女美漫才」（京橋花月/大阪）
  - 07月23日 - 「笑うってこんなにステキ!」（ワッハホール/大阪）